# Charles Lindbergh

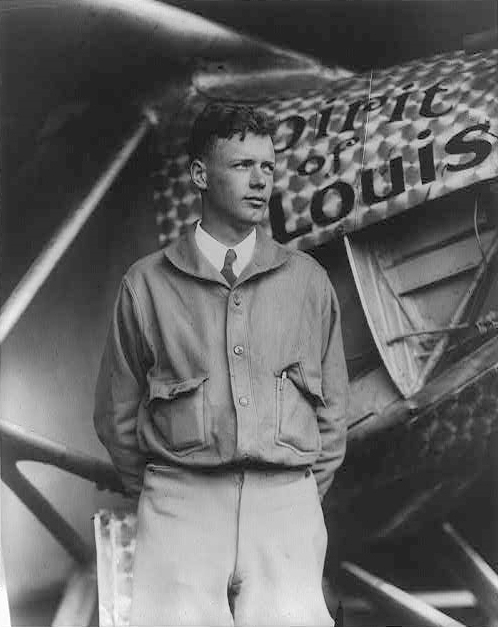
Charles Lindbergh na tle samolotu Spirit of St. Louis, 1927

Charles Augustus Lindbergh (ur. 4 lutego 1902 w Detroit, zm. 26 sierpnia 1974 w Kipahulu na Hawajach) – amerykański pionier lotnictwa, wsławiony pierwszym samolotowym samotnym przelotem między lądem Ameryki Północnej a Europą bez międzylądowań w 1927, generał brygady US Army, doktor honoris causa Uniwersytetu Illinois i innych uczelni. Pierwszy „Człowiek Roku” magazynu „Time”.

## Wczesne lata

### Pochodzenie i dzieciństwo

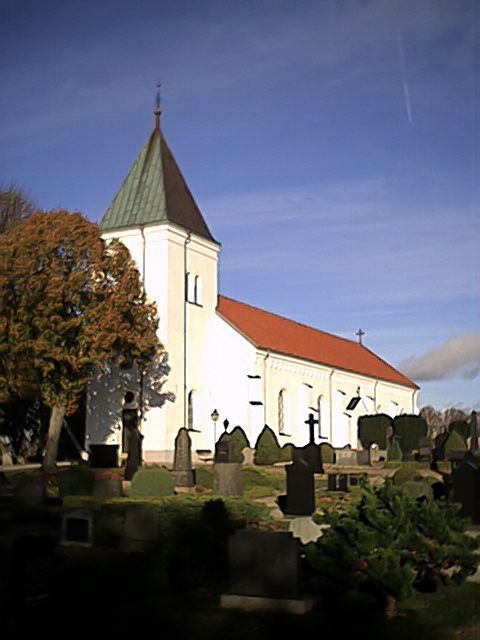
Kościół i cmentarz w Smedstorp. Tu spoczywa kilka pokoleń przodków Lindbergha

Rodzina Lindberghów była pochodzenia szwedzkiego, dokładnie mówiąc skońskiego, co nie jest jednoznaczne ze szwedzkim, gdyż Skania przed podbiciem jej przez króla Karola X Gustawa należała przez 600 lat do Danii i lokalny dialekt na wsi jest do dziś bardziej podobny do języka duńskiego niż do szwedzkiego. Dziadek Lindbergha August Lindbergh, właśc. Ola Månsson (wym.u:la mo:nson, 1808–1892), pochodził z niezamożnej rodziny chłopskiej, z miejscowości Smedstorp (gdzie do dziś mieszka kilkunastu członków rodziny, z których część także przybrała nazwisko Lindberg, bez „h”) koło Simrishamn w prowincji Kristianstad (obecnie Gmina Tomelilla). Pradziadek sławnego lotnika, ojciec Månssona, nazywał się Måns Jönsson (szwedzcy chłopi mieli w tych czasach wyłącznie nazwiska patronimiczne) i był rolnikiem oraz krawcem powiatowym. Ola Månsson wyznawał poglądy liberalne i walczył o prawa stanu włościańskiego, o prawa dla kobiet i równouprawnienie Żydów. W 1847 został wybrany na posła do szwedzkiego Sejmu stanowego, Ståndsriksdagen, jako przedstawiciel stanu włościańskiego. Już wcześniej, w 1833 zawarł związek małżeński z córką sąsiadów ze Smedstorpu, Ingar Jönsdotter (1816–1864), z którą miał ośmioro dzieci (5 dziewczynek i 3 chłopców). W 1857 nawiązał romans ze sztokholmską kelnerką Lovisą Callén (zm. 1921), która rok później urodziła ich syna Karola Augusta. Tymczasem Månsson został oskarżony o branie łapówek i sprzeniewierzenie funduszy jako prezes komisji przydzielającej poprzez szwedzki Bank Państwowy (Riksbanken, Månsson był jego dyrektorem w Malmö) pożyczki dla rolników z dotacji sejmowych, musiał złożyć swój mandat poselski w oczekiwaniu na proces. Po przegranej w dwóch instancjach Månsson, nie czekając na wyrok Sądu Najwyższego (Högsta domstolen), przepisał swe gospodarstwo na najstarszego syna Jönsa Olssona, załatwił sobie i Lovisie papiery na nowe nazwisko Lindbergh i wyemigrował wraz z nią i wspólnym synem do USA. Odtąd nazywał się August Lindbergh, a syn, ojciec pilota, Charles August Lindbergh. W Szwecji skazano Månssona zaocznie na utratę praw obywatelskich. W USA były Månsson powrócił do zawodu rolnika, uzyskał w stanie Minnesota koło Melrose przydział ziemi na fermę i budował teraz jako pioneer nową egzystencję na tych niebezpiecznych terenach, narażonych na najazdy Indian z plemienia Siuksów i klęski przyrody, jak zniszczenie całorocznych plonów przez atak szarańczy. Z Lovisą, w USA zwaną Louise, miał sześcioro dzieci, z których troje przeżyło (w obu małżeństwach miał zatem 15 dzieci?). Pod koniec życia zalegalizował swój związek z Luizą, poślubiając ją w 1885.
Najstarszy syn z tego związku, Charles August Lindbergh, prawnik i polityk, poślubił po śmierci pierwszej żony pannę Ewangelinę Lodge Land, córkę znanego stomatologa z Detroit nazwiskiem Charles Henry Land, wynalazcę, zwanego „ojcem porcelanowej koronki”. Zakupił na prawym brzegu Missisipi fermę ze 120 morgami ziemi i lasem, gdzie osiedlił się wraz z żoną i dwiema córkami z pierwszego małżeństwa. W 1901 Ewangelina zaszła w ciążę. Dziewczyna z wielkiego miasta nie przyzwyczaiła się nigdy do prowincjonalnego Little Falls; gdy zbliżał się poród, przeniosła się do rodzinnego domu w Detroit, gdzie 4 lutego 1902 o 1:30 nad ranem urodziła syna (4 kg wagi, 55 cm wzrostu), który otrzymał imiona po ojcu, z dodatkiem us do Augusta.
W 1906 Charles August został wybrany na członka Kongresu USA i od tej pory zaczęła się wędrówka rodziny między Little Falls, Detroit i Waszyngtonem, w związku z czym Charles Augustus nigdy nie uczęszczał dłużej niż trzy miesiące do tej samej szkoły, co odbiło się ujemnie na stopniach na jego świadectwach. Poza tym ojciec brał udział w wielu kampaniach wyborczych w różnych miejscowościach i potrzebował szofera do swego Forda T, tak że jedenastoletni Charles siadł za kierownicą (prawo jazdy nie było wówczas wymagane) i obwoził ojca po różnych meetingach (przejechał wówczas ok. 4000 mil). Kariera polityczna ojca skończyła się w roku przystąpienia USA do wojny (1917), gdyż był zdecydowanym izolacjonistą. Rodzina powróciła do Little Falls i Charles Augustus zajął się rolnictwem.

### Młodość

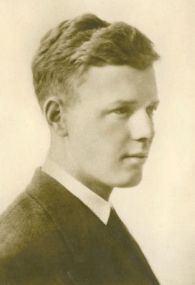
Charles Lindbergh w latach szkolnych

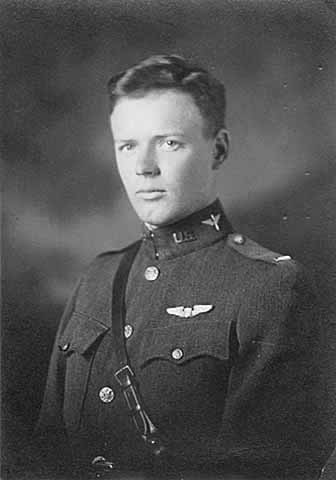
Charles Lindbergh jako porucznik US Air Force Reserve, marzec 1925

Po wycofaniu się z polityki ojciec Charlesa zaczął inwestować w swą fermę, zakupił krowy i owce, a Charles pełnił rolę głównego parobka, uczęszczając jednocześnie do najwyższej klasy High School, czyli liceum w Little Falls, z wynikami raczej miernymi. Otrzymał wprawdzie w 1918 dyplom ukończenia szkoły, który uprawniał do wyższych studiów, ale tylko dlatego, że nie musiał zdawać egzaminu końcowego – jako młody człowiek zatrudniony w rolnictwie został z niego zwolniony, gdyż w związku z masowym poborem do wojska na wsi brakowało rąk do pracy. Po zdobyciu dyplomu Charles chciał wstąpić do szkoły oficerskiej lotnictwa USA, ale wojna się właśnie zakończyła i zredukowano liczbę miejsc w szkole, a więc ta droga kariery była w tym czasie niemożliwa. Jakiś czas nosił się z zamiarem podjęcia studiów medycznych, ale niestety brakowało mu na świadectwie stopnia z łaciny, języka do którego miał głęboką awersję, więc nic z tego nie wyszło. Ostatecznie zapisał się na studia inżynieryjne na University of Wisconsin w Madison, ale i te nie poszły mu dobrze: w lutym 1922 oblał egzaminy z chemii, matematyki i fizyki i został skreślony z listy studentów. Najważniejszym doświadczeniem z tych lat był udział w studium wojskowym na uniwersytecie, gdzie zdobył uprawnienia podchorążego – podoficera rezerwy.
Już w miesiąc po swym fiasku na uniwersytecie Charles zapisał się na płatny (500 USD) kurs mechaników samolotowych w Lincoln i po dwóch tygodniach odbył – jako pasażer – swój pierwszy lot samolotem, a po miesiącu i siedmiu godzinach nauki latania u boku nauczyciela usiadł po raz pierwszy sam za sterem samolotu. Przez następny rok pracował jako kaskader i mechanik samolotowy w wędrownym „cyrku samolotowym”, prowadzonym przez Bahla, jednego z nauczycieli z Lincoln. Na wiosnę 1923 odłożył tyle pieniędzy, że mógł zakupić własny samolot: na aukcji maszyn z demobilu armii USA nabył za 500 USD samolot Curtiss JN-4D, potocznie zwany Jenny, z ośmiocylindrowym silnikiem, klasyczny aeroplan ćwiczebny lotnictwa USA. Następny rok spędził jako pilot wyczynowy na różnych pokazach samolotowych w USA.

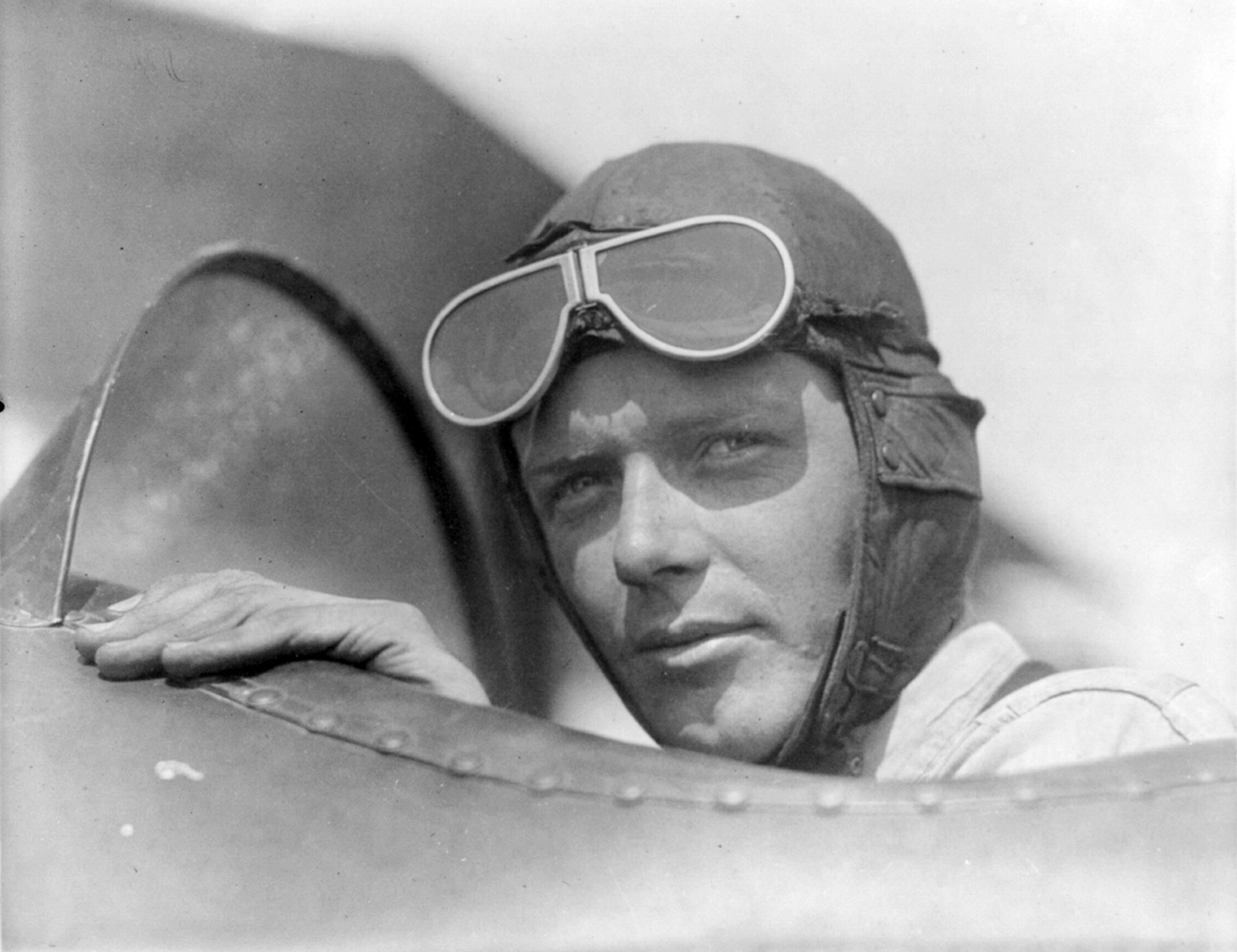
Charles Lindbergh, 1923

Idąc za namową kolegów z pokazów samolotowych Lindbergh wstąpił w 1924 do szkoły kadetów lotnictwa w Brooks Field w pobliżu San Antonio. Na kurs przyjęto 104 kadetów, spośród których Charles ze swymi 300 godzinami lotów i 700 występami jako pilot wyczynowy był najbardziej doświadczony ze wszystkich. Z tych 104 w marcu 1925 kurs ukończyło 18 kadetów, spośród których Lindbergh osiągnął najlepsze wyniki. Uzyskał teraz stopień porucznika rezerwy U.S. Air Force, ale o karierze zawodowego oficera na razie nie myślał, lecz powrócił do lotnictwa wyczynowego, a potem – w 1926 roku – po nieudanej próbie zatrudnienia się jako jeden z trzech pilotów komandora Byrda, który planował przelot nad biegunem północnym, podjął pracę w zorganizowanej przez braci Robertson linii poczty lotniczej z Saint Louis w stanie Missouri do Chicago. Latał samolotem Airco DH.4, któremu nadał nazwę St.Louis. Te loty pocztowe należały, ze względu na ogół złe warunki atmosferyczne i brak lotnisk awaryjnych na trasie, do najniebezpieczniejszych zadań lotnictwa USA: zatrudniono 40 pilotów, z których 31 straciło życie w ciągu pierwszych paru miesięcy po uruchomieniu linii. Także dwa samoloty Lindbergha rozbiły się jeden za drugim, ale Charles z obu wypadków uratował się za pomocą spadochronu. Odtąd prasa USA nazywała go Lucky Lindy.
Nowojorski magnat hotelowy Raymond Orteig, wielki entuzjasta lotnictwa, ufundował nagrodę w wysokości 25 tys. USD za przelot non stop między Nowym Jorkiem a Paryżem lub odwrotnie. Myśl o odbyciu lotu od tej chwili Lindbergha nie opuszczała, ale musiał zebrać co najmniej 15 tys. USD na zakup i przebudowę samolotu. By zdobyć sponsorów, stroniący dotychczas od ludzi samotnik Lindbergh wstąpił w Saint Louis do loży masońskiej Keystone Lodge Nr. 243, do której należeli zamożni przemysłowcy, bankierzy i intelektualiści. Konieczne fundusze wkrótce zebrano.

## Sukcesy i tragedia

### Lot transatlantycki (1927)

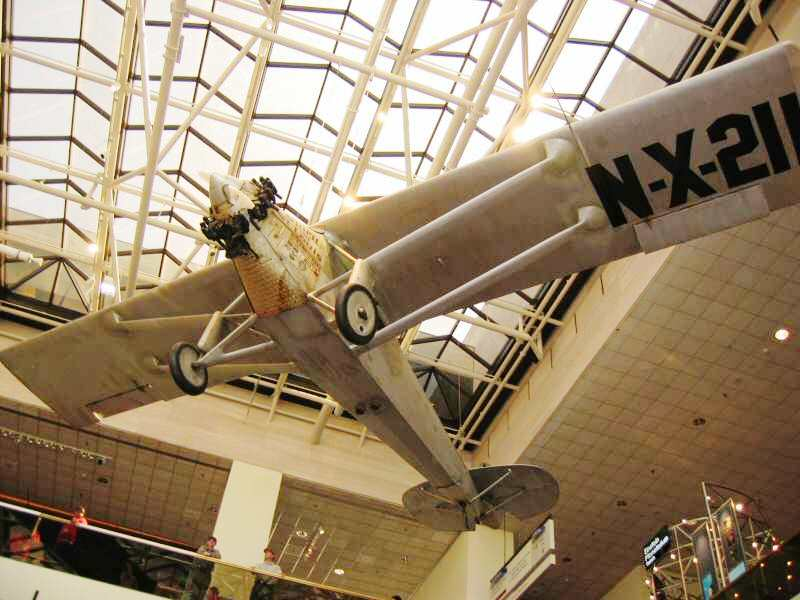
Samolot Lindbergha, Spirit of St. Louis w National Air and Space Museum, w Waszyngtonie

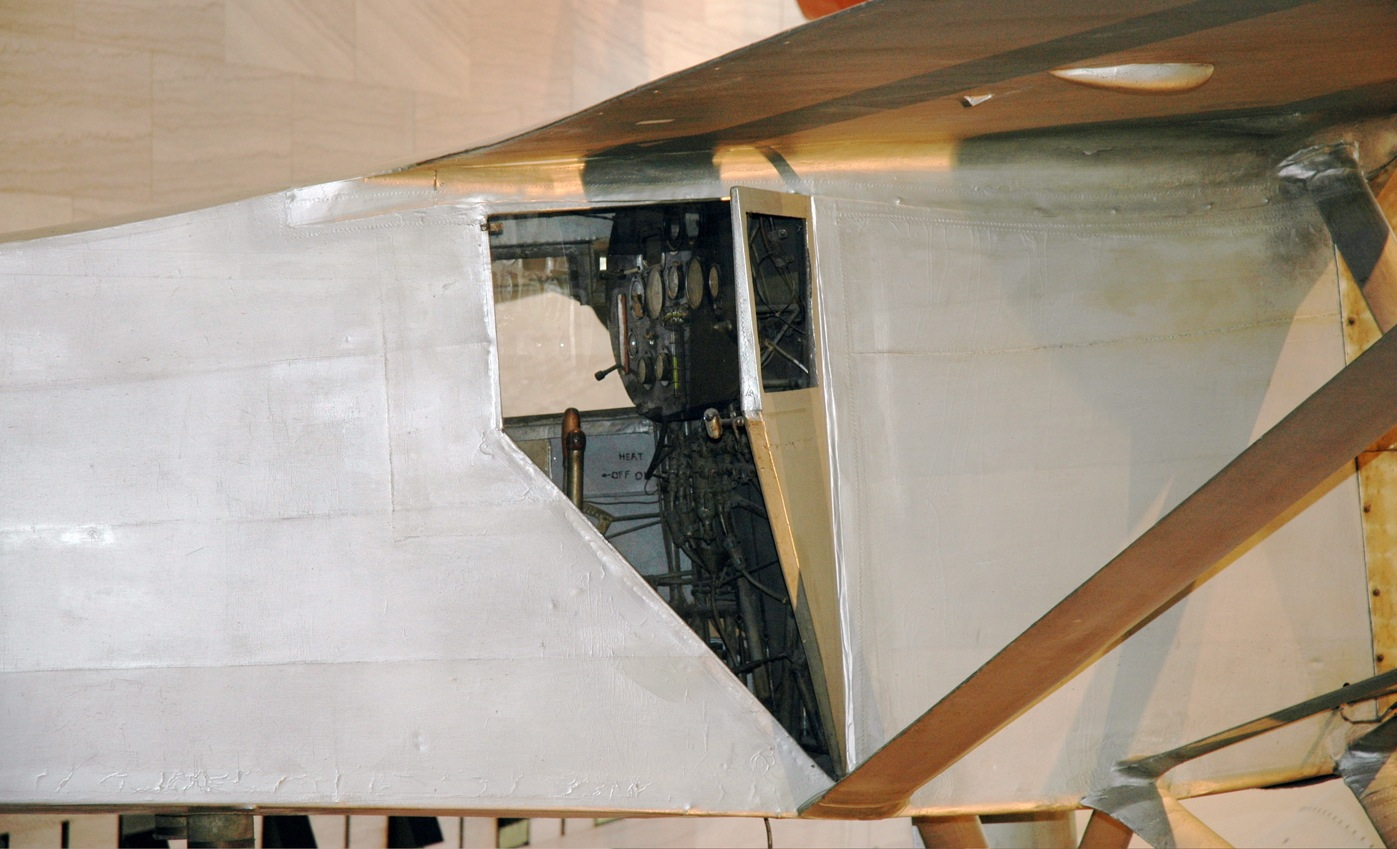
Kabina samolotu Spirit of St. Louis ze zbiornikiem zasłaniającym widok w przód

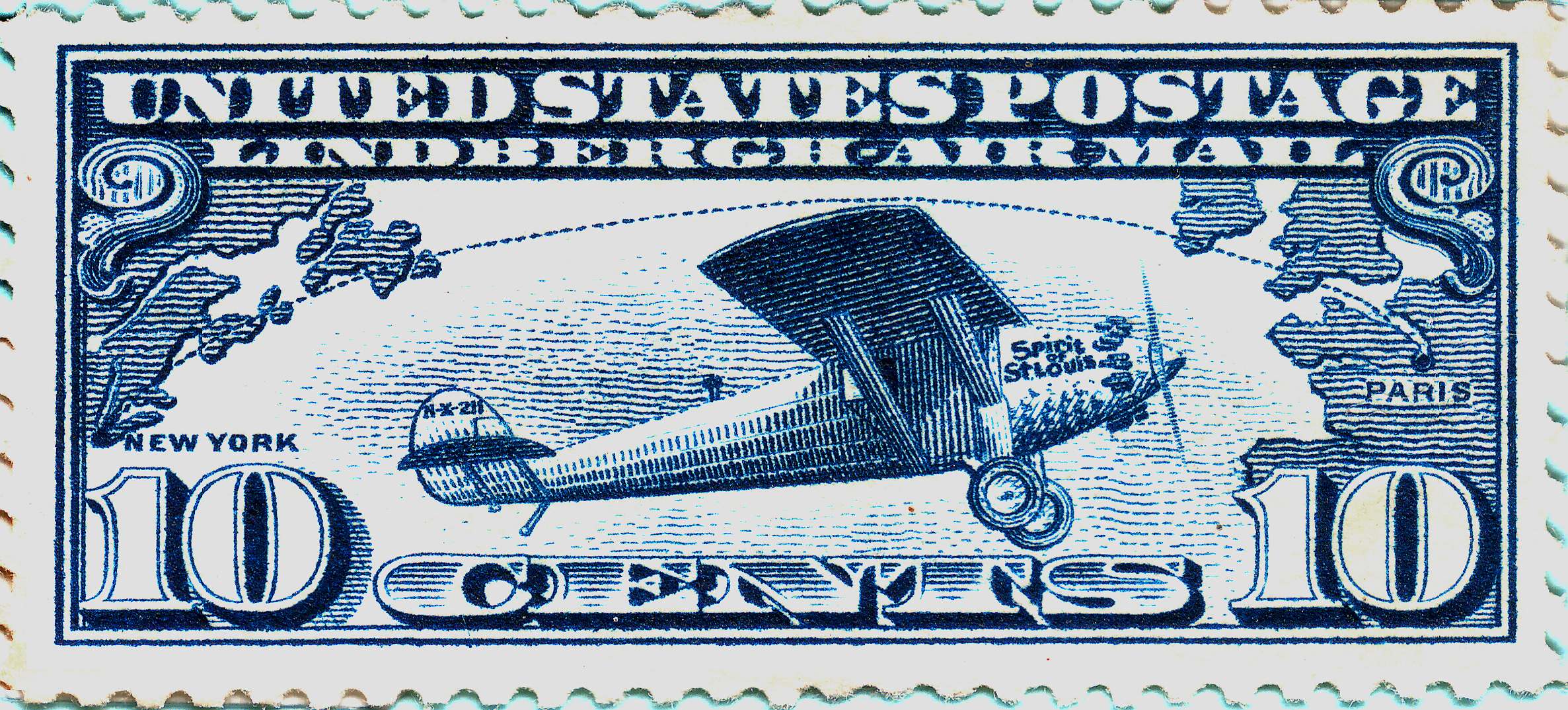
Znaczek poczty amerykańskiej, upamiętniający przelot, wydany 11 czerwca 1927

Pierwszymi śmiałkami, którzy chcieli zdobyć nagrodę Orteiga, byli francuscy weterani I wojny światowej – kapitan Charles Nungesser i jego nawigator Raymond Coli. Wystartowali oni z lotniska Le Bourget 8 maja 1927 samolotem Levasseur PL 8 nazwanym L’Oiseau Blanc (Biały Ptak). Ostatni zanotowany kontakt z nimi miał miejsce, gdy przelatywali nad wybrzeżem Irlandii. Samolot nie dotarł jednak do Nowego Jorku, nie ustalono miejsca ani przyczyny katastrofy. Próby podejmowali również między innymi Rene Fonck, Clarence Chamberlin (który później odbył samotnie przelot nad Atlantykiem jako drugi człowiek na świecie, dwa tygodnie po Lindberghu) i admirał Richard E. Byrd.
Lindbergh dowiedział się, że w Nowym Jorku skonstruowano nowy samolot Bellanca-Wright, z którym wiązał wielkie nadzieje, ale firma Giuseppe Bellanki, Columbia Aircraft, żądała zbyt wysokiej ceny za swą maszynę, a potem całkowicie wycofała się z pertraktacji z Lindberghem oświadczając, że sama wybierze załogę do przelotu nad Atlantykiem. Wtedy Lindbergh zwrócił się do małej fabryki samolotów w San Diego, Ryan Aeronautical Company, która zaoferowała mu samolot swej marki za 6000 USD, do czego dochodziła cena 9-cylindrowego silnika marki Wright, 4580 USD. Lindbergh zdecydował się natychmiast na podpisanie kontraktu i wyszczególnił swe dezyderaty: samolot miał być lekki, jednoosobowy, z wielkim dodatkowym zbiornikiem na benzynę, mieszczącym 1705 l paliwa, wbudowanym bezpośrednio przed kokpitem, zasłaniającym pilotowi widok naprzód, tak że musiano dodać ruchomy peryskop, by pilot mógł mieć widoczność do przodu. Gotowy w końcu samolot o konstrukcji drewnianej ważył z pełnymi zbiornikami 2230 kg, samolot osiągał prędkość ok. 200 km/godz., a silnik miał moc 225 koni mechanicznych. Ciekawą cechą maszyny była jej mała stateczność podłużna, co wymagało większej akcji pilota podczas lotu – jednak zmniejszało groźbę zaśnięcia za sterami. Dodatkowo, wygodny fotel też został zamieniony na mniej ergonomiczny – z tego samego powodu. Szczęśliwie 9-cylindrowy silnik Wright „Whirlwind” J-5 uchodził w tamtym okresie za najbardziej niezawodny silnik lotniczy na świecie. By nie obciążać samolotu, Lindbergh postanowił zabrać tylko minimum bagażu: butelkę wody oraz parę tabliczek czekolady i kanapek jako prowiant, a także nadmuchiwaną łódkę gumową, wędkę i parę rakiet sygnalizacyjnych na wypadek awaryjnego lądowania na falach. Nie wziął nawet czystej bielizny, maszynki do golenia i szczotki do zębów, ale – choć obojętny religijnie i niepraktykujący protestant – zabrał ze sobą medalik z podobizną św. Krzysztofa.
Lot próbny Lindbergh odbył z San Diego do Saint Louis, pokonując odległość 2000 km w czasie 14 godzin i 25 minut. W St. Louis jego loża masońska wręczyła mu jakieś tajemnicze papiery, które przykleił do kadłuba samolotu, i udał się do Nowego Jorku, dokąd przybył po niecałych ośmiu godzinach. Pogoda sprzyjała, więc zdecydował się rozpocząć swój lot ponad Atlantykiem już następnego dnia o godzinie 7:40 rano, po nieprzespanych 24 godzinach. Wystartował z lotniska Roosevelt Field w Garden City na Long Island w stanie Nowy Jork 20 maja 1927, a wieczorem tego dnia, po 12 godzinach lotu, znalazł się nad Nową Fundlandią; po 25 godzinach dotarł do Irlandii, nad którą obniżył lot, widząc wszędzie grupy wiwatujących na jego cześć ludzi. O godz. 21 osiągnął brzeg Normandii. Zawiadomiony telegraficznie o jego przybyciu rząd francuski nakazał oświetlić całą drogę z Deauville do Paryża pochodniami, by ułatwić mu nawigację w ciemnościach. O 22:24 21 maja samolot Spirit of St. Louis wylądował po 33,5 godzinach lotu w Paryżu. Historyczny lot zakończył się sukcesem, a Lindbergh zdobył światową sławę (jego wnuk Erik Lindbergh powtórzył ten sam lot 75 lat później w 2002, pokonując dystans w 17 godzin i 17 minut).
Za swój wyczyn Charles Lindbergh otrzymał order Legii Honorowej z rąk prezydenta Francji. W drodze powrotnej odwiedził Londyn i został przyjęty w Buckingham Palace przez króla Jerzego V, który (jak Lindbergh potem opisał w swych wspomnieniach) odprowadził go na stronę i zapytał: Czy mogę zapytać, jak Pan właściwie dawał sobie radę z oddawaniem moczu przez tyle godzin? – Lindbergh skłamał, mówiąc, że używał papierowych kubków, których zawartość wylewał do Atlantyku. W rzeczywistości – pisał później – żal mi było tych Francuzów, którzy nieśli mnie na ramionach z lotniska Le Bourget – miałem kompletnie przemoczone spodnie, siusiałem w nie...

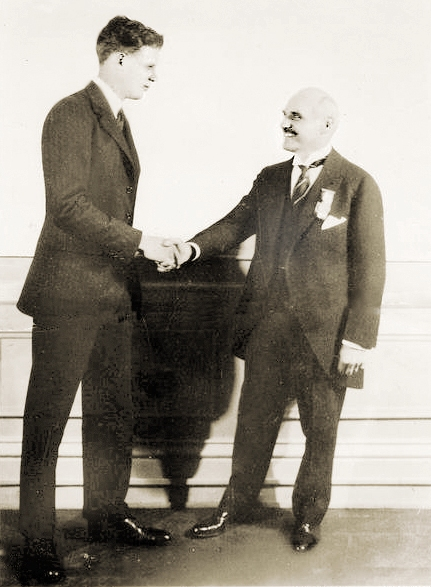
Charles Lindbergh odbiera nagrodę z rąk Raymonda Orteiga, Nowy Jork, 14 czerwca 1927

Z Anglii amerykańska flota wojenna eskortowała go do USA (samolot, rozebrany na części i fachowo zapakowany, jechał razem z nim), gdzie prezydent Calvin Coolidge odznaczył go Krzyżem Wybitnej Służby Lotniczej (ang. Distinguished Flying Cross) i mianował pułkownikiem sił powietrznych USA 11 czerwca 1927. W Waszyngtonie witało go 250 000 ludzi. Już 20 lipca Lindbergh wyruszył swym Spirit of St. Louis na oblot całych Stanów Zjednoczonych. Sponsorowany był przez przyjaciela z żydowskiej rodziny bankierów Harry’ego Guggenheima, który stworzył „Fundusz Popierania Sił Powietrznych USA” z kapitałem 500 000 USD – dla Lindbergha przeznaczył honorarium w wys. 50 000 USD. W ciągu 3 miesięcy Lindbergh przeleciał 45 000 km, odwiedził 82 miasta i spotkał się z 35 milionami ludzi – jedną trzecią ówczesnych mieszkańców USA.
Lindbergh wygrał i otrzymał nagrodę Orteiga, bardziej jednak od pieniędzy liczyła się dla niego sława i wpisanie na stałe do historii światowego lotnictwa. Parada „confetti” na jego cześć, do tej chwili największa w historii USA (4 miliony uczestników), odbyła się w Nowym Jorku 13 czerwca 1927. 21 marca 1929 został odznaczony Medalem Honoru.
Warto zaznaczyć, że choć Lindbergh jako pierwszy człowiek odbył w pojedynkę lot transatlantycki bez lądowań, z kontynentu na kontynent, wcześniej odbyły się z sukcesem próby z międzylądowaniami. Załoga łodzi latającej NC-4 w maju 1919 odbyła dziewiętnastodniowy lot etapowy przez Ocean Atlantycki.

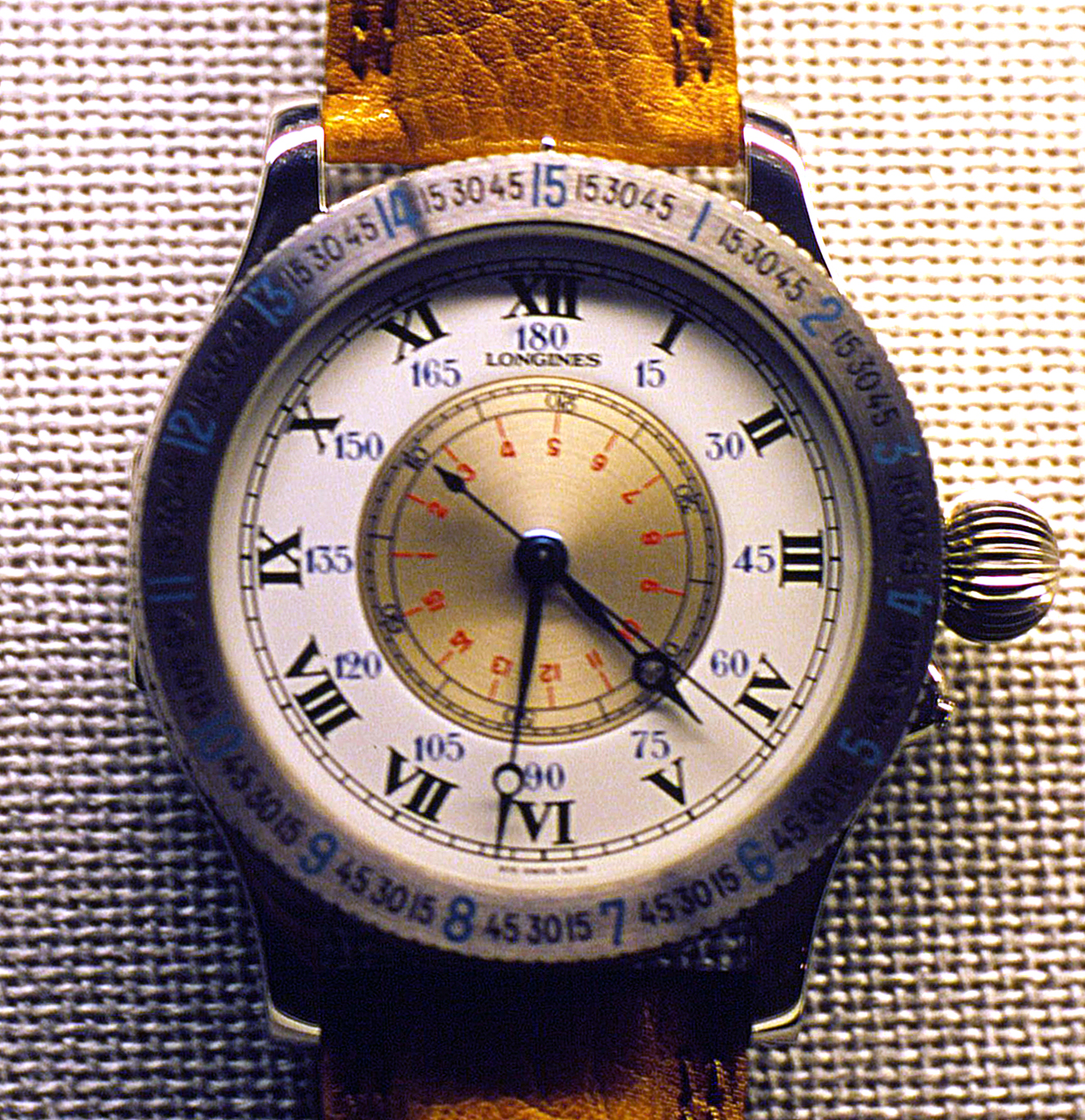
Zegarek projektu Lindbergha

Pierwszy lot przez ocean bez międzylądowania odbył się prawie 8 lat przed Lindberghem. Dokonali tego dwaj Brytyjczycy – John Alcock i Arthur Whitten Brown na zmodyfikowanym bombowcu Vickers Vimy IV pomiędzy 14 a 15 czerwca 1919. Ich lot z Lester’s Field (Nowa Fundlandia) do Clifden (Irlandia) został jednak przyćmiony przez wyczyn Lindbergha. Warto zauważyć, że wyczyn Brytyjczyków dotyczy przelotu pomiędzy wyspami na oceanie, natomiast Lindbergh przeleciał pomiędzy kontynentami. Uważa się, że 81 osób przeleciało w różnej formie przez Atlantyk przed Amerykaninem.

### Archeolog i wynalazca
Po swoim locie Lindbergh napisał list do prezesa Longinesa, opisując w szczegółach projekt zegarka, który ułatwiłby pilotom nawigację. Projekt został przyjęty i zegarek tego typu jest produkowany do dzisiaj.
Charles Linbergh był także jednym z pionierów archeologii lotniczej. W 1929, w czasie przelotu nad dżunglą na półwyspie Jukatan, zauważył ruiny miasta Majów. Odkrycie to wzbudziło w nim zainteresowanie możliwościami poszukiwania starożytnych stanowisk archeologicznych z samolotu. W sierpniu tegoż roku Lindbergh odbył lot nad terytorium Arizony i Nowego Meksyku, odkrywając wiele stanowisk kultury Pueblo, a w październiku tego roku odbył w poszukiwaniu ruin parę ponownych lotów nad Jukatanem.

### Małżeństwo
W 1927 rząd USA wysłał Lindbergha w „misji dobrej woli” do Meksyku. Lot był nowym rekordem – odległość 3500 km pilot pokonał w ciągu 24 godzin, mając w zbiorniku 1425 litrów benzyny. Warunki atmosferyczne były bardzo trudne, pogoda dżdżysta i mglista, tak że Lindbergh leciał na niewielkiej wysokości, orientując się według biegu torów kolejowych. Zastanowiło go przy tym, dlaczego jedna po drugiej ze stacji kolejowych nazywa się Caballeros, dopiero po jakimś czasie uprzytomnił sobie, że Caballeros oznacza męskie toalety.
W mieście Meksyk witany był przez 150 000 ludzi i zaproszony na mieszkanie do ambasady USA. Ambasadorem był wtedy Dwight Morrow, z zamożnej rodziny, ojciec trzech córek i jednego syna. Druga z córek Anna studiowała historię literatury w Nowym Jorku i przyjechała do rodziców na święta Bożego Narodzenia. Między obojgiem tych nieśmiałych młodych ludzi powstało uczucie od pierwszego wejrzenia. Lindbergh pozostał jeszcze przez dwa miesiące w Ameryce Środkowej, odwiedzając w swej „misji dobrej woli” 16 krajów Ameryki Łacińskiej, a Anna powróciła do USA. Po zakończeniu swej misji Lindbergh poleciał z powrotem do Waszyngtonu i rozstał się tam na zawsze ze swoim Spirit of St.Louis, darując go muzeum, gdzie znajduje się nadal.
We wrześniu 1928 Anna i Charles spotkali się w Nowym Jorku. W prasie zaczęły krążyć pogłoski o „romansie roku”, co żenowało oboje tych nieśmiałych ludzi. Ambasador Morrow, którego różne insynuacje dziennikarzy zaczęły irytować, zwołał 12 lutego 1929 konferencję prasową, na której ogłosił „zaręczyny mej córki Anny Spencer Morrow z pułkownikiem Charles’em Lindberghem”. Para pobrała się 27 maja 1929, biorąc skromny ślub kościelny w letniej rezydencji Morrowów w stanie New Jersey. Charles miał 27 lat, a Anna 23. Jak Lindbergh dał później dyskretnie do zrozumienia we swych wspomnieniach, oboje dotąd nie znali życia intymnego (w swej generacji i protestanckiej, mieszczańskiej klasie społecznej nie byli wyjątkami).
W ciągu paru miesięcy Charles nauczył Annę sztuki nawigacji. Na wiosnę 1930 zakupił za 20 000 $ nowy samolot, Lockheed- Sirius, z silnikiem o mocy 450 KM, i z dwoma miejscami w kokpicie: w kwietniu tego roku zdobył rekord szybkości w przelocie z wybrzeża zachodniego USA na wschodnie, z Los Angeles do Nowego Jorku, odbywając przelot w ciągu 14,5 godzin (dotychczasowy rekord wynosił 17 godzin). Anna leciała z nim jako nawigatorka; będąc w zaawansowanej ciąży, bardzo źle znosiła lot na wysokości 4500 m, w końcu przybyli jednak szczęśliwie. 22 czerwca 1930 narodził się pierworodny syn Lindberghów, Charles Augustus Jr. Jesienią tego roku para postanowiła się przenieść do stanu New Jersey, gdzie Charles zakupił leśną parcelę o powierzchni 200 ha w pobliżu miasta Hopewell.
13 miesięcy po urodzeniu syna Lindberghowie oddali go pod opiekę mieszkających także w New Jersey rodziców Anny i wyruszyli na nową przygodę – lot nad Pacyfikiem do Chin, dokąd nigdy jeszcze nie doleciał żaden amerykański pilot. Lindbergh przebudował swego lockheeda na hydroplan i zamontował w nim nowy motor o mocy 575 KM. Trasa prowadziła do Ottawy, stamtąd nad Alaską na japońską wyspę Hokkaido, dalej do Tokio, gdzie parę witało 100 000 entuzjastów i na koniec do Nankinu, gdzie ich oczekiwał prezydent Chin Czang Kaj-szek, który nadał Lindberghowi wysokie odznaczenie Republiki Chińskiej, Order Wojskowy Niebieskiego Nieba i Białego Słońca. Dalsza podróż poprowadziła parę do Szanghaju, ale tam samolot został uszkodzony w czasie holowania na wodę. Jednocześnie nadszedł telegram o nagłej śmierci ojca Anny, tak że Lindberghowie polecili rozmontować i zapakować samolot i udali się do USA drogą morską.

### Porwanie i śmierć syna

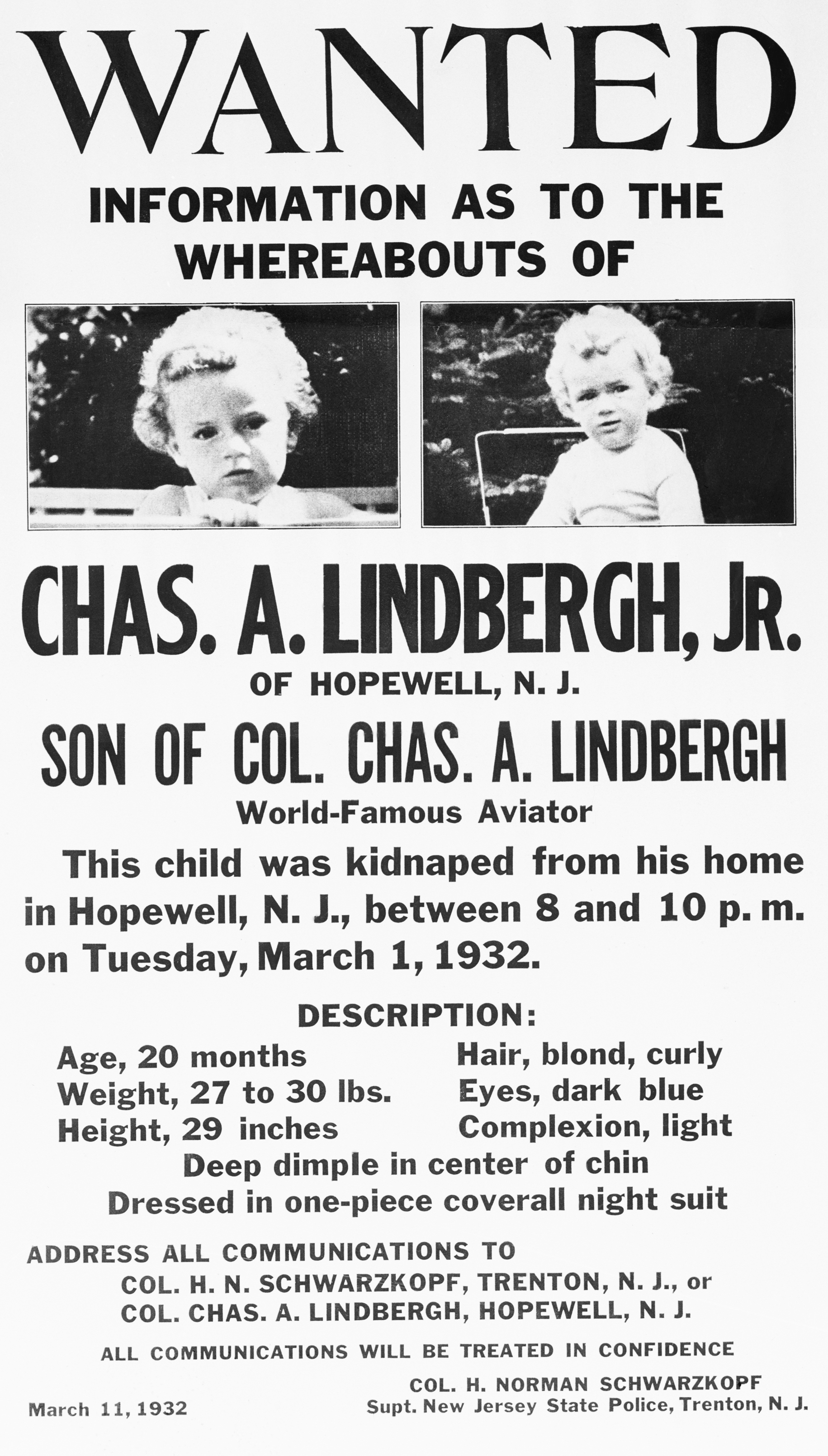
List gończy dystrybuowany po porwaniu syna Lindberghów

Lindberghowie przenieśli się do swego nowego obszernego, samotnie położonego na skraju lasu domu w styczniu 1932. 1 marca wieczorem usłyszeli dziwny hałas z pierwszego piętra, gdzie spało dziecko, ale na dworze szalała wichura, założyli więc, że to ona jest źródłem hałasu. O godz. 22 niańka małego Charlesa udała się na górę, by sprawdzić, czy nie trzeba zmienić pieluszki i zastała puste łóżeczko i wpółotwarte okno oraz list leżący na pościeli małego. Lindbergh natychmiast zawiadomił o sprawie policję, która zablokowała wszystkie drogi i mosty w stanie New Jersey, ale bez rezultatów. List, pisany łamaną angielszczyzną z niemieckimi wstawkami, żądał okupu w wysokości 50 000 $ w różnych nominałach. Porwanie dziecka Lindbergha stało się sensacją narodową: doniosły o nim gazety i programy radiowe. Po włączeniu się do poszukiwań biura Edgara Hoovera porwanego szukało 100 000 agentów w mundurach i w cywilu, nadal bez skutku. Znaleziono tylko drabinę (z ułamanym szczeblem), której użył porywacz, by dostać się do pokoju dziecka. Niedługo potem nadszedł nowy list kidnapera z żądaniem 70 000 $, które miały być przekazane na jednym z cmentarzy nowojorskich. Oddawszy pieniądze (wycofywane już z obiegu banknoty wymienne na złote dolary, tzw. gold certificates, które bank Lindbergha ponumerował), pośrednik Lindbergha otrzymał list ze wskazówką, że dziecko ukryte jest na stateczku Nelly w pobliżu wybrzeża Massachusetts. Policja wodna skontrolowała wszystkie statki, ale żadnej Nelly wśród nich nie było. Lindberghowie zostali oszukani.

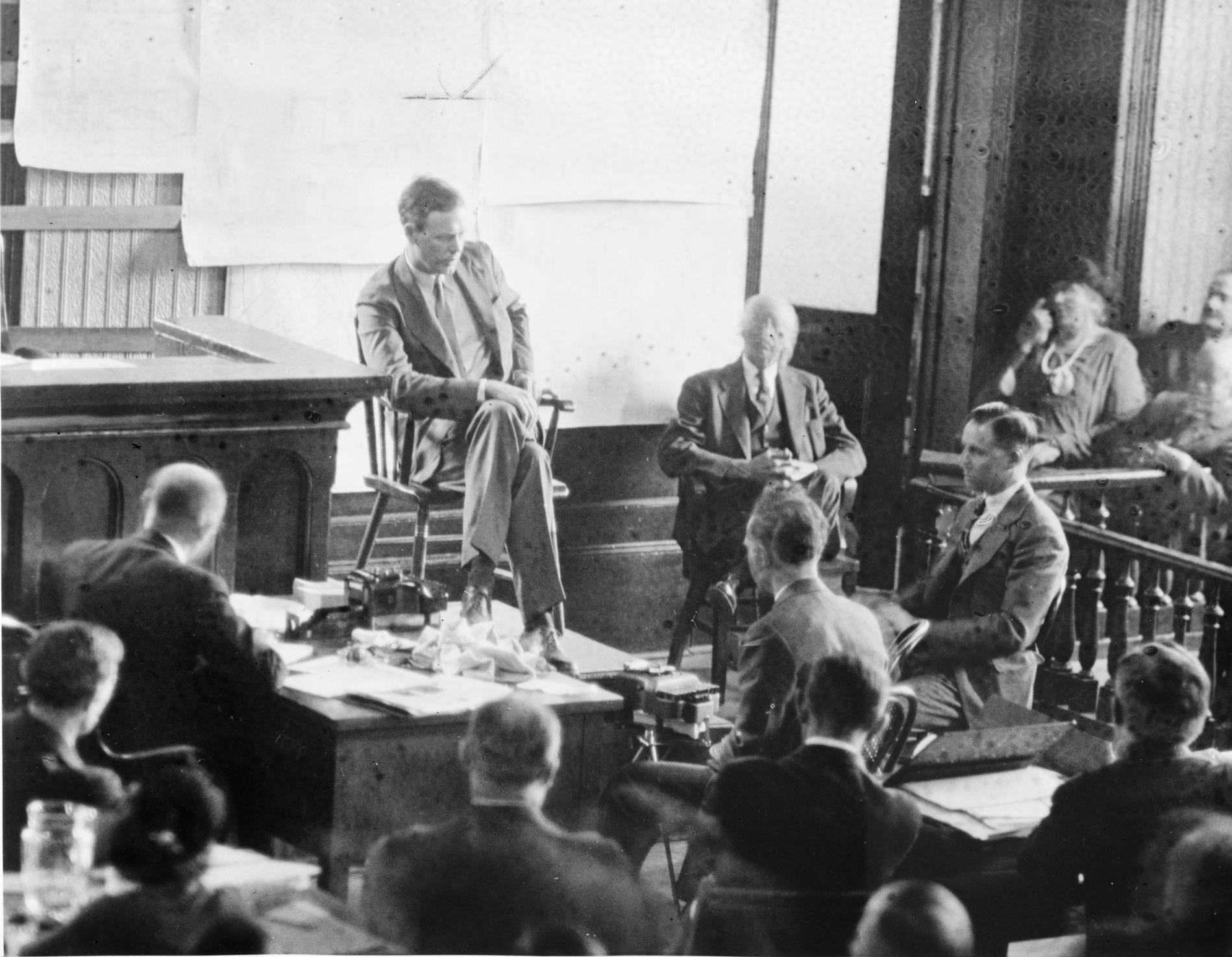
Lindbergh zeznaje na procesie Bruno Hauptmanna

12 maja 1932 r. zniekształcone i częściowo zjedzone przez dzikie zwierzęta zwłoki dziecka przypadkiem odnaleziono w lesie około 7,2 km od posesji Lindberghów. Wezwany do kostnicy ojciec natychmiast rozpoznał małego Charlesa po charakterystycznym dołku na podbródku. Po obdukcji kazał zwłoki natychmiast spalić i rozsiał prochy nad morzem. Do końca życia nie chciał rozmawiać o tej sprawie. Obdukcja wykazała, że chłopiec zmarł od uderzenia w głowę.
W 30 miesięcy po tych zdarzeniach na jednej ze stacji benzynowych w Bronx rachunek uregulowano 10-dolarowym gold certificate. Właściciel stacji widząc ten rzadki banknot zanotował numer rejestracyjny samochodu. Bank przyjmując od niego dzienny utarg stwierdził, że banknot pochodził z okupu Lindbergha i zaalarmował policję, która aresztowała właściciela samochodu. Był nim Bruno Richard Hauptmann, 34-letni imigrant z Niemiec, w domu którego znaleziono dalsze banknoty od Lindbergha. Domniemany sprawca nigdy nie przyznał się do winy, a o porwanie i zabójstwo chłopca oskarżał Isidora Fisha, niemieckiego Żyda, zmarłego na raka w 1934. Postawiony przed sądem przysięgłych Hauptmann został jednak uznany za winnego porwania i morderstwa i zakończył życie 3 kwietnia 1936 na krześle elektrycznym.

### Lindbergh i III Rzesza

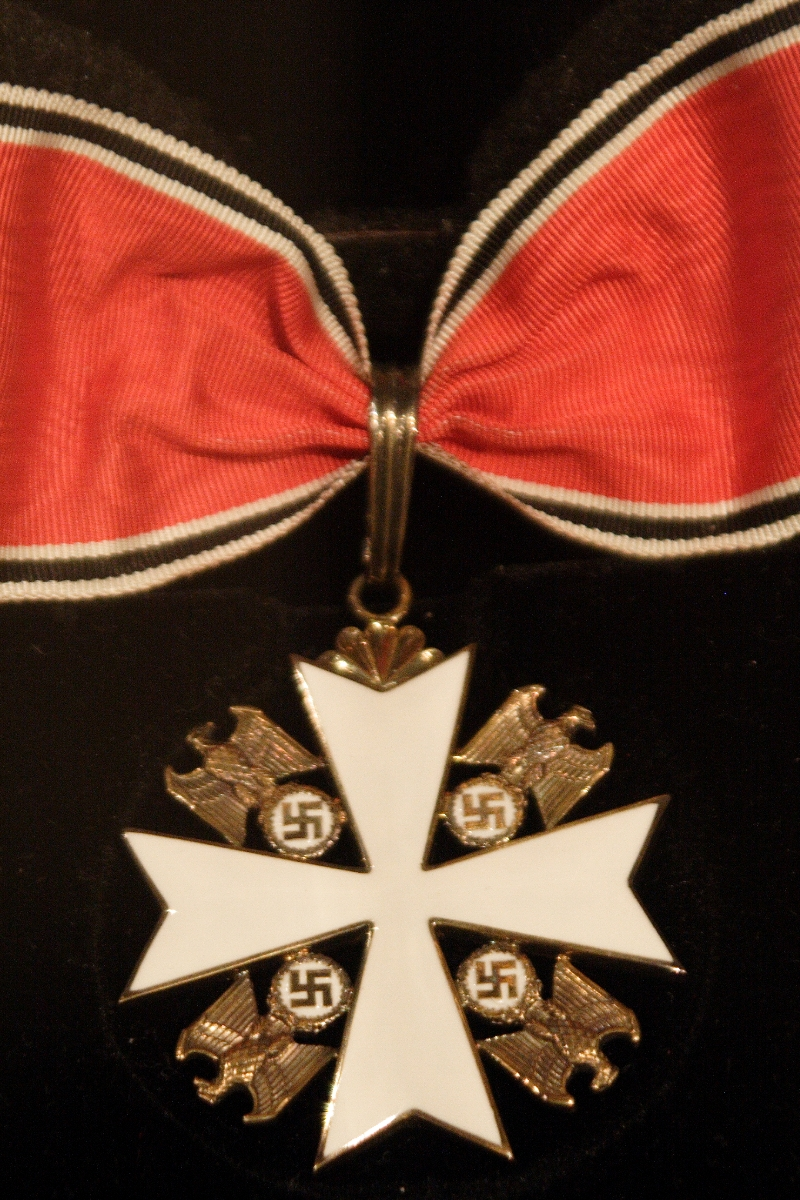
Krzyż Komandorski orderu Orła Niemieckiego nadany Lindberghowi, dziś w Muzeum Historycznym w Saint Louis

W 1936 attaché wojskowym przy ambasadzie amerykańskiej w Berlinie mianowano agenta wywiadu wojskowego US Army, majora Trumana Smitha, który z zaniepokojeniem obserwował rosnącą potęgę militarną trzech dyktatur europejskich, niemieckiej, włoskiej i sowieckiej. Osobisty znajomy Lindbergha, doszedł do wniosku że sławny lotnik może oddać wywiadowi USA duże usługi poprzez swe kontakty, będąc wszędzie owacyjnie witany i przyjmowany, i skłonił go w lipcu 1936 r., wtedy już pułkownika rezerwy armii USA, do odwiedzenia Berlina, uzyskawszy osobiste zaproszenie szefa Luftwaffe Göringa. Na lotnisku Tempelhof Lindbergha przywitał Hermann Göring we własnej osobie ze swym adiutantem, późniejszym feldmarszałkiem Milchem u boku. Przedstawiono Lindberghowi wszystkich asów niemieckich sił powietrznych z równie sławnym jak weteran I wojny światowej Göring Udetem na czele. Pozwolono mu natychmiast wypróbować dumę Göringa, samolot Junkersa Ju 52 i pokazano mu najnowsze bombowce, myśliwce i stukasy. Pod wrażeniem tego pokazu Lindbergh doniósł w swym tajnym raporcie dla rządu USA, że Niemcy są blisko pozycji największej potęgi powietrznej Europy. Zaproszono go także jako gościa honorowego na otwarcie olimpiady berlińskiej 1 sierpnia 1936. Pisał potem: ten fanatyzm mnie mierzi, ale Niemcy są najbardziej interesującym narodem świata. Przy drugim pobycie w Niemczech – także w tajnej misji rządu USA (1937) – Lindbergh odwiedził zakłady produkcyjne Messerschmitta i Dorniera, po czym doniósł do Waszyngtonu, że Niemcy są znów potęgą światową w lotnictwie, prawie równą Anglii i o wiele przewyższającą Francję. Przy trzecich odwiedzinach w III Rzeszy w 1938 ambasador USA w Berlinie Hugh Wilson wydał huczne przyjęcie dla Lindbergha i jego żony, w czasie którego nagle pojawił się Göring i wręczył lotnikowi w imieniu führera wysokie odznaczenie, Order Orła Niemieckiego za Zasługi II. kl. oraz w imieniu Luftwaffe szablę honorową niemieckich sił powietrznych, którą sam zaprojektował. Lindbergh, nie rozumiejąc jakie zasługi położył dla III Rzeszy, przez chwilę się wahał, ale wyróżnienia przyjął, co potem nieraz wypominali mu jego krytycy. Ambasador Wilson powiedział mu później, że odmowa przyjęcia doprowadziłaby do poważnego kryzysu dyplomatycznego (przed Lindberghiem order bez skrupułów przyjęli np. Henry Ford i ambasador francuski w Berlinie, André François-Poncet).
Z Niemiec Lindbergh pojechał, nadal w swej misji wywiadowczej, do ZSRR, odwiedzając po drodze Polskę i Czechosłowację. Przyjęty w Moskwie wódką i kawiorem, zdołał jednak zachować jasny umysł i stwierdzić, że flota powietrzna Sowietów jest o wiele słabsza od niemieckiej i że państwo Stalina odznacza się azjatyckim despotyzmem, że w chwili decydującej wolałby dyktaturę Hitlera od tzw. dyktatury proletariatu, że Niemcy Hitlera są mimo wszystko bastionem Europy przeciw nawale bolszewickiej. Przede wszystkim obawiał się wybuchu wojny światowej i wciągnięcia w nią USA. Wypowiedzi dotarły do prasy amerykańskiej i wywołały burzę – lewicowa prasa, przychylna Sowietom, zaczęła oskarżać Lindbergha nawet o antyamerykanizm, a prawica, nie pozbawiona jeszcze mimo wypadków nocy kryształowej ostrożnej przychylności dla III Rzeszy i przede wszystkim izolacjonistyczna, widzieć w nim swego nowego przywódcę.

### America First Committee

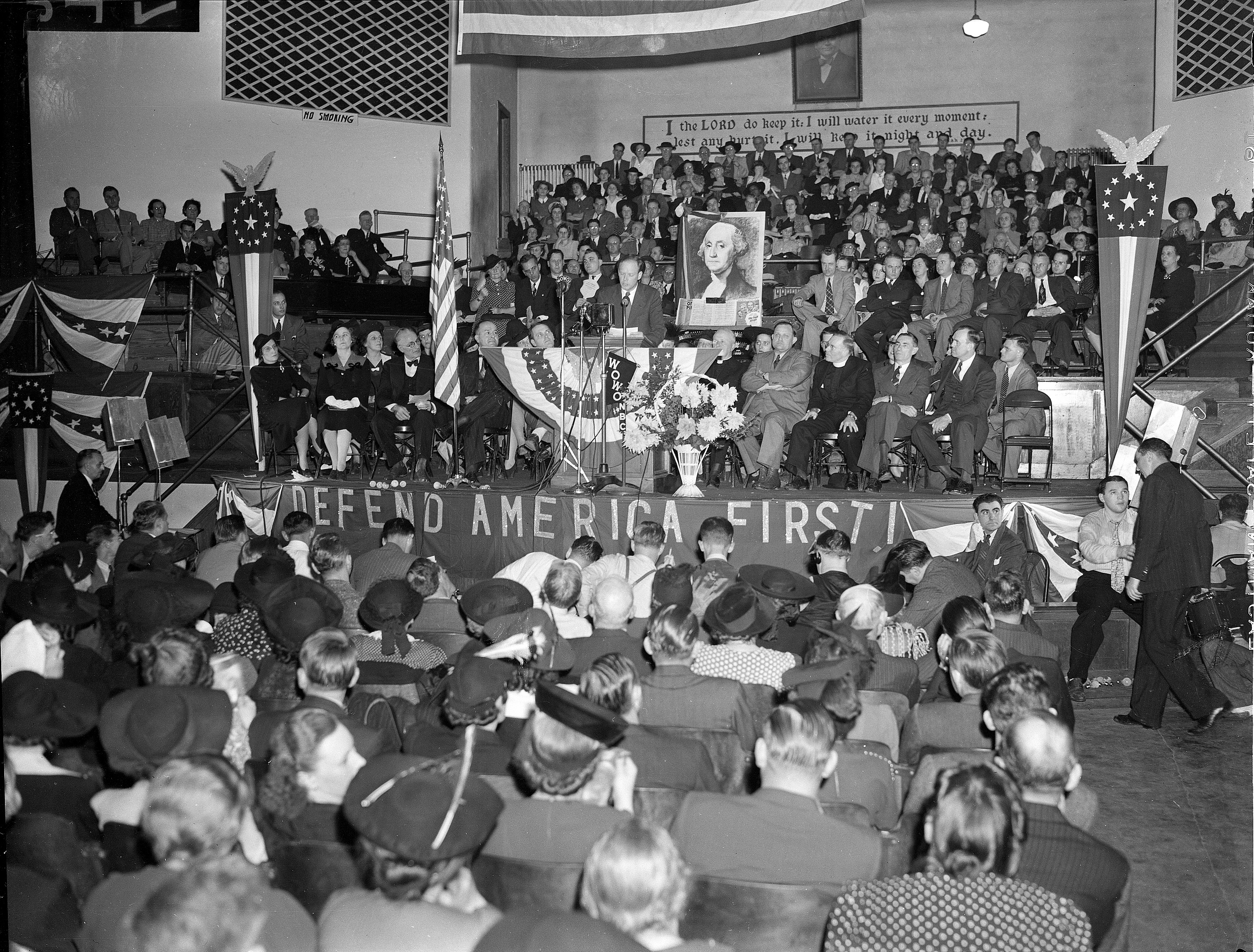
Lindbergh przemawia na wiecu AFC, ok. 1940

Po dwuletnim pobycie w Anglii, dokąd się przeniosła po śmierci syna, rodzina Lindberghów powróciła na wiosnę 1939 do USA. Lindbergh złożył raport dowódcy amerykańskiej Air Force gen. Arnoldowi. Podkreślił w nim olbrzymią przewagę Luftwaffe nad siłami powietrznymi Anglii i Francji i swe dwa podstawowe przekonania: konieczność szybkiej i masywnej rozbudowy US Air Force i utrzymanie za wszelką cenę neutralności USA w zbliżającym się konflikcie światowym. W kwietniu tego roku odbył także rozmowę z prezydentem Rooseveltem, który bezskutecznie usiłował go przekonać, by nie agitował przeciwko przystąpieniu USA do wojny, a po wybuchu wojny we wrześniu 1939 zaproponował mu za pośrednictwem gen. Arnolda nowo utworzone stanowisko ministra lotnictwa z okazji reorganizacji swego gabinetu, ale Lindbergh, który prezydentowi nie ufał, podejrzewając go o pozostawanie pod wpływem Churchilla, nie przyjął oferty. 13 września 1939 r. wygłosił 15-minutowe przemówienie radiowe, nawołując do polityki neutralności USA wobec wojny w Europie.
W 1940 powstała wielka organizacja neutralistów, America First Committee, popierana przez ludzi o najróżniejszych poglądach politycznych: socjalistów, konserwatystów, feministów, zamożnych żydowskich ludzi interesu jak przyjaciel Lindbergha Harry Guggenheim, młodych studentów jak John F. Kennedy, pisarzy Pearl Buck czy Upton Sinclaira. Z góry wykluczono przyjęcie do organizacji znanych antysemitów jak Henry Forda czy Avery Brundage’a. Po paru miesiącach Komitet posiadał już 500 000 członków – głównym agitatorem był Lindbergh. Znajdujący się początkowo w obozie izolacjonistów Republikanie zaproponowali mu nawet kandydaturę na prezydenta USA z ramienia partii, ale Lindbergh odmówił.
Rząd Roosevelta znalazł się wkrótce w defensywie, choć oficjalnie nadal utrzymywał kurs nieinterwencji. Po kryjomu Roosevelt, Partia Demokratyczna (Stany Zjednoczone), duża część Big Business’u i dowództwo armii planowali przystąpienie do wojny, gdyż było jasne, że Wielka Brytania i Związek Radziecki (nielubiany, ale potrzebny) bez pomocy amerykańskiej ulegną przewadze III Rzeszy. Należało jednak umotywować przed narodem amerykańskim, że USA są zagrożone – pierwszym krokiem było zdyskredytowanie AFC i Lindbergha jako proniemieckiej piątej kolumny w kraju: w jednym z przemówień Roosevelt nazwał Lindbergha defetystą, porównując go ze zdrajcami z czasów amerykańskiej wojny secesyjnej, a minister spraw wewnętrznych Harold L. Ickes zarzucił mu wprost współpracę z Niemcami (jako dowód przytaczając, że Lindbergh nie odesłał do Berlina swego niemieckiego orderu po rozpoczęciu II wojny światowej). Straciwszy nerwy, Lindbergh odesłał prezydentowi swój patent oficerski i w odpowiedzi oświadczył w swej mowie w Des Moines (11 września 1941 r.), że głównymi podżegaczami wojennymi są rząd Roosevelta, brytyjskie Secret Service i wielki kapitał żydowski i jego potęga medialna (zaznaczając przy tym, że nie jest antysemitą i że potępia brutalny antysemityzm III Rzeszy), którzy dla swych interesów chcą poświęcić życie milionów młodych Amerykanów. Reakcją lewicy w AFC, liberalnej prasy i Demokratów było przerażenie – kariera polityczna Lindbergha zakończyła się, a większość dawnych przyjaciół odwróciła się od niego.

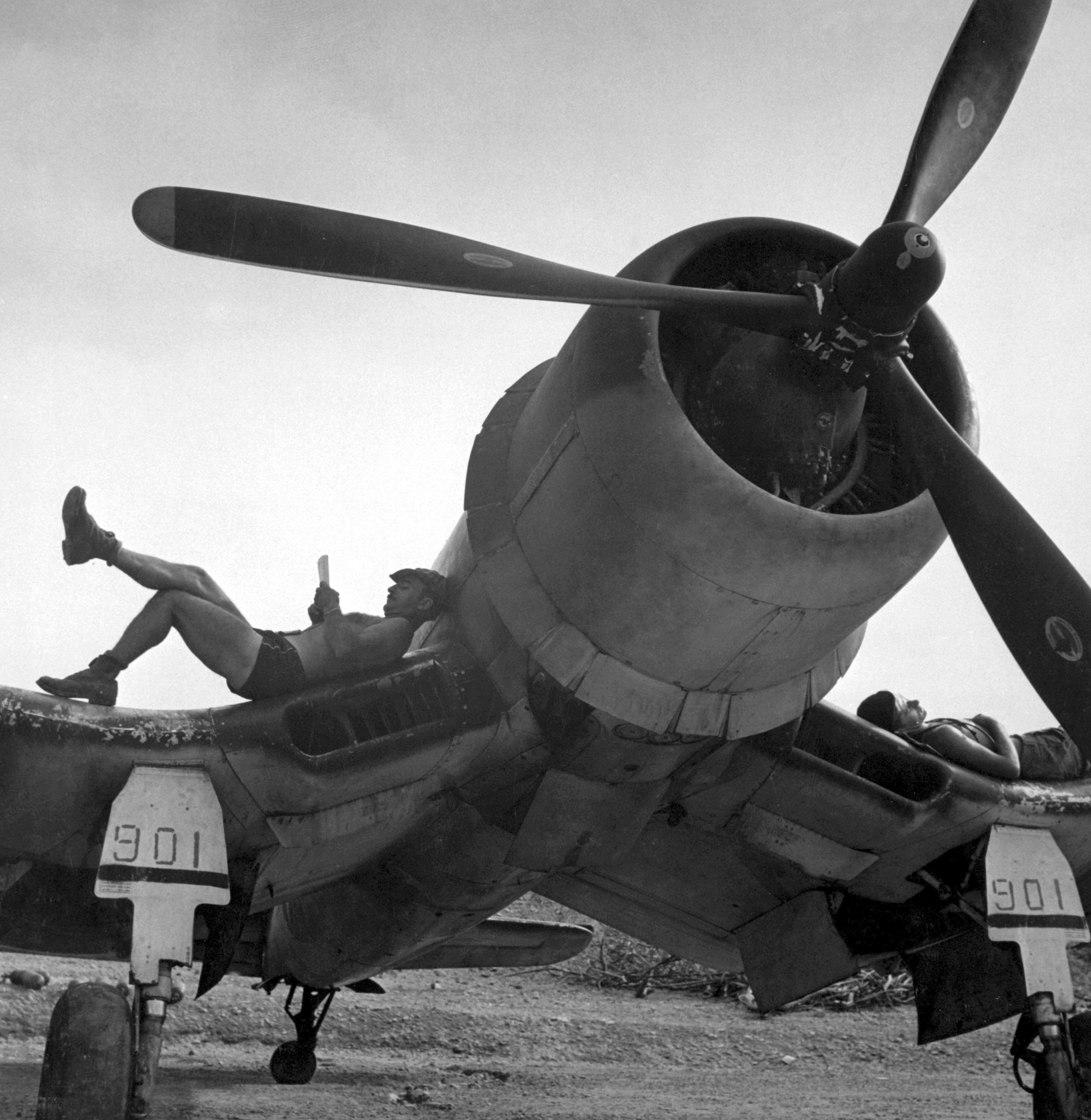
Samolot F4U Corsair w jednostce VMF-222

## Działalność w czasie II wojny światowej
Po ataku japońskim na Pearl Harbor Stany Zjednoczone przystąpiły do wojny i Lindbergh natychmiast zgłosił się jako ochotnik do lotnictwa USA, ale na rozkaz Roosevelta odmówiono mu przyjęcia do US Air Force, podając jako powód jego działalność w rozwiązanym już wówczas AFC. Nową karierę umożliwił mu Henry Ford, który zawczasu zorientował się, że udział w produkcji broni przyniesie jego przedsiębiorstwu duże zyski i przeszedł do obozu prezydenckiego. Ford zatrudnił Lindbergha jako pilota przy lotach próbnych bombowca B-24, produkowanego przez jego zakłady, później jako doradcę przy konstrukcji superfortecy Boeing B-29.
Od lata 1944 Lindbergh – jako cywil – brał udział w nalotach US Air Force na pozycje japońskie na froncie Pacyfiku. Latał na samolotach F4U Corsair w jednostce VMF-222 i P-38 Lightning. Był doradcą w zakresie dalekich przelotów. Wziął udział w 50 atakach bombowych i osobiście zestrzelił samolot zwiadowczy Mitsubishi Ki-51. Za duszę japońskiego pilota, który stracił przy tym życie, modlił się później przez wiele lat.
12 kwietnia 1945 zmarł prezydent Roosevelt. Sytuacja Lindbergha zmieniła się radykalnie.

## Lata powojenne

### Doradca prezydenta Eisenhowera
Już parę dni po bezwarunkowej kapitulacji Niemiec, 11 maja 1945, Lindbergh otrzymał od rządu Trumana pierwszą tajną misję: wysłano go do Niemiec w celu zbadania, jak daleko posunęły się badania uczonych III Rzeszy w dziedzinie rakiet i samolotów odrzutowych, ze szczególną uwagą na produkcję samolotów prof. Messerschmitta. Chodziło o to, by zwerbować jak największą liczbę niemieckich specjalistów (spośród których wielu Lindbergh znał osobiście z lat przedwojennych) do współpracy z USA. Parę lat później Lindbergh napisał: „Rosjanie nigdy się nie wahali mianować hitlerowskich specjalistów od rakiet antyfaszystami, jeśli to odpowiadało ich interesom. Musieliśmy temu zapobiec”. Ostatnim kompleksem fabryk rakietowych, który Lindbergh odwiedził, była podziemna wytwórnia rakiet V-2 w Nordhausen (Dora-Mittelbau) w górach Harzu, gdzie 25 000 więźniów z różnych KZ, spędzonych tam do pracy, oddało w ciągu dwóch lat życie. Dopiero teraz otwarły mu się oczy na rzeczywistość III Rzeszy. W swym dzienniku zapisał: „oczywiście wiedziałem, że takie rzeczy miały miejsce. Inną rzeczą jest jednak posiadać wiedzę, nawet oglądać fotografie, a inną widzieć to na własne oczy i słuchać opowiadań świadków”.
Po 1947 Lindbergh został powołany do Strategic Air Command, gdzie pracował w sztabie ekspertów rozwijających broń rakietową i organizował budowę floty bombowców atomowych, i jednocześnie wypróbowywał wszystkie nowe myśliwce i bombowce amerykańskie. W 1948 w czasie blokady Berlina współorganizował most powietrzny do Berlina Zachodniego i brał udział w lotach jako pilot, pasażer i doradca. Od tego roku działał również jako główny doradca szefa Pan American World Airways, Juana Trippe, przy przestawieniu floty tych linii lotniczych z samolotów śmigłowych na odrzutowce. Jako taki miał darmowe bilety na wszystkie połączenia PanAM i latał oficjalnie jako konsultant, co było świetnym kamuflażem dla jego głównej działalności tajnego doradcy lotnictwa USA. W kwietniu 1954 prezydent Dwight D. Eisenhower mianował go generałem brygady armii USA oraz swym osobistym konsultantem – doradcą wojskowym i politycznym – w sprawach dotyczących struktur NATO w Europie. Lindbergh nie musiał się obawiać ingerencji ze strony wywiadu USA i otrzymał własne biuro z siedzibą w Rzymie, podporządkowane bezpośrednio Eisenhowerowi. Brał tam m.in. udział w przygotowaniach do ewentualnego puczu wojskowego i interwencji NATO w przypadku przejęcia władzy przez włoskich komunistów, na co się wówczas nieomal zanosiło. Miał tam własnego tłumacza i sekretarkę, pruską arystokratkę imieniem Valeska, wkrótce matkę dwojga jego dzieci, która do dziś dnia nie ujawniła swego nazwiska.

### Cztery rodziny Lindbergha

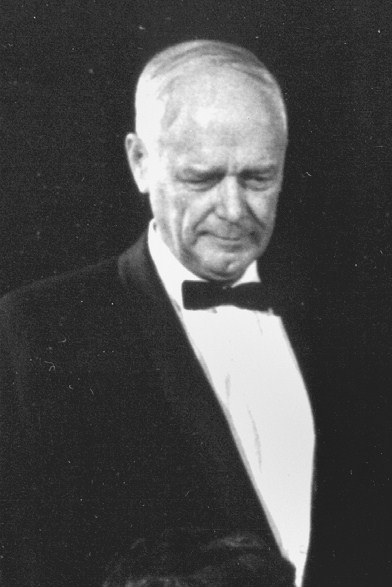
Charles Lindbergh, 1968

W latach powojennych małżeństwo Lindbergha z Anne Morrow zaczęło się rozpadać (choć Lindberghowie nigdy nie wnieśli o rozwód): Charles, który w związku ze swą misją wywiadowczą przebywał przez większą część roku poza USA, założył w Niemczech i Szwajcarii aż trzy nieoficjalne rodziny. W 1957 roku związał się z uciekinierką z Rumunii Brigitte Hesshaimer (zm. 2001), którą wraz z trojgiem dzieci pary, Dyrkiem (ur. 1958), Astrid (ur. 1960) i Dawidem (ur. 1967) umieścił koło Monachium. Jednocześnie miał romans z siostrą Brigitty – Mariettą, która urodziła dwóch ich synów – Vago (ur. 1962) i Krzysztofa (ur. 1966). Mariettę wraz z dziećmi Charles osiedlił w zakupionej dla nich willi w Szwajcarii w kantonie Valais. Z trzeciego związku z pruską arystokratką Valeską nieznanego nazwiska, która do dziś mieszka w Baden-Baden, miał syna (ur. 1959) i córkę (ur. 1961), których imion nie wyjawiono.
Wszystkie trzy kobiety wiedziały wzajemnie o sobie (Marietta i Briggida były siostrami, obie także przyjaźniły się z Valeską), lecz zdawały się nie dopuszczać do siebie informacji o romansach Lindbergha z pozostałymi kobietami. Ten pojawiał się u nich rzadko i dla dzieci występował pod pseudonimem „wujek Careu Kent”. Dzieci poznały jego prawdziwą tożsamość dopiero po śmierci matek w 2001 roku.
Utrzymanie dwóch rodzin z pięciorgiem dzieci (Valeska wkrótce po otrzymaniu spadku po zamożnej ciotce usamodzielniła się) pochłaniało znaczne fundusze, więc Lindbergh oszczędzał, jak mógł: w czasie swych podróży po Niemczech i Szwajcarii nie nocował nigdy w hotelach, lecz spał na parkingach w swym Volkswagenie Garbusie (jak olbrzymi Charles mieścił się w nim, pozostaje jego tajemnicą).
W roku 2001 zmarły Anne Morrow Lindenbergh i Brigitte Hesshaimer. Córka Brigitte, Astrid, porządkując papiery po matce, odnalazła listy i fotografie Lindbergha. Analiza DNA potwierdziła ojcostwo Charlesa. W 2005 roku nastąpiło spotkanie przyrodniego rodzeństwa ze związków z Anną Morrow i Brigittą Hesshaimer.

### Ostatnie lata

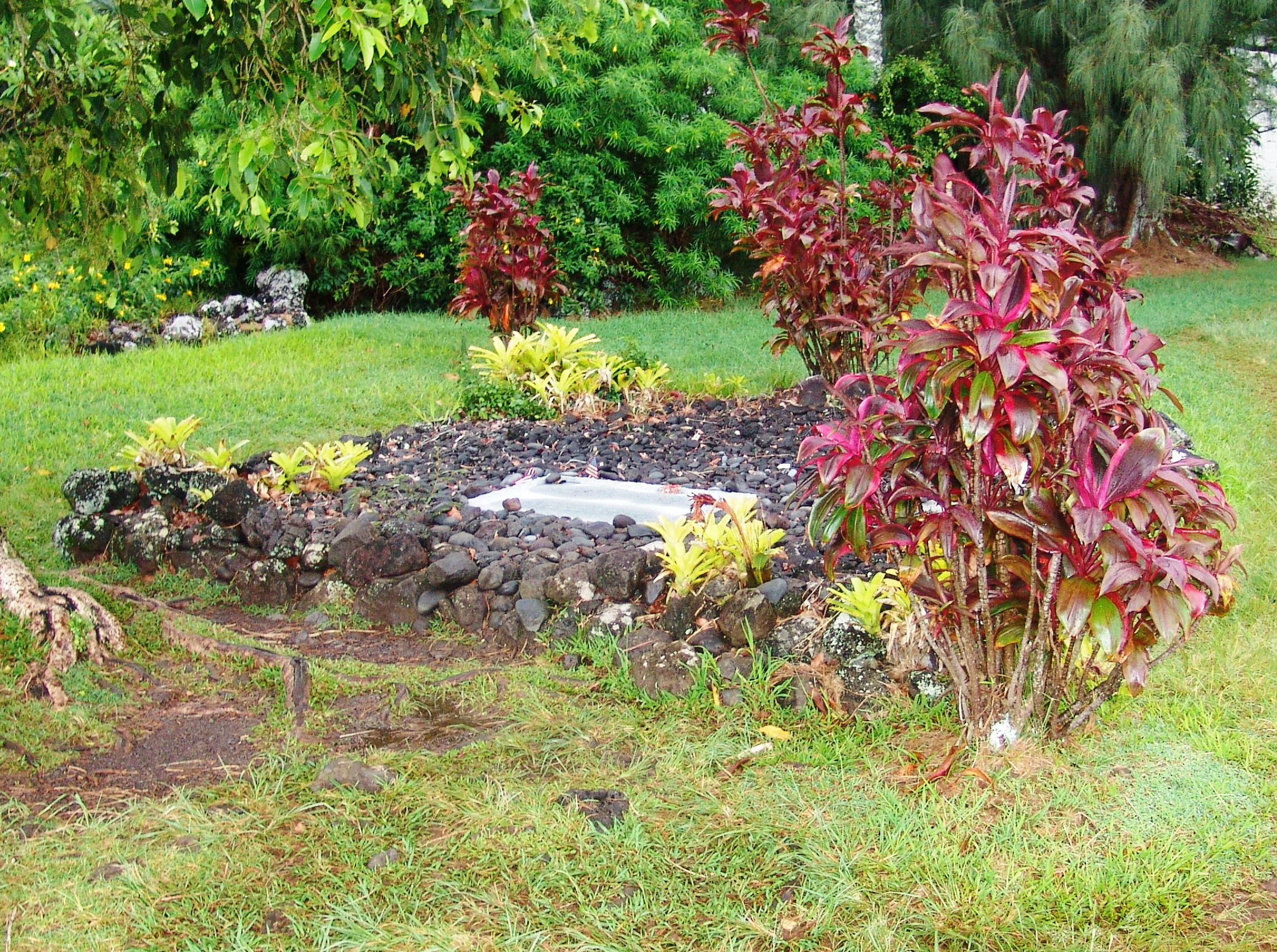
Grób Lindbergha w Kipahulu na Hawajach

Już w latach 60. XX wieku Lindbergh przyłączył się do ruchu ochrony środowiska i opieki nad zagrożonymi zwierzętami, m.in. humbakami i płetwalami błękitnymi. W czasie pobytu na Filipinach zaangażował się w akcję ratunkową dla tamtejszego „gryfa”, małpożera. W swych ostatnich latach podkreślał często konieczność zachowania równowagi między rozwojem techniki, do którego sam się przyczynił, a przyrodą i naturalnym otoczeniem człowieka (występował m.in. przeciwko wprowadzeniu linii lotniczych wyposażonych w samoloty naddźwiękowe).
Na parę lat przed śmiercią Lindbergh osiadł w miejscowości Kipahulu na wyspie Maui na Hawajach, gdzie zmarł w 1974 roku na nowotwór naczyń limfatycznych. Nagrobek, oprócz danych osobistych, zawiera napis If I take the wings of the morning, and dwell in the uttermost parts of the sea... (Gdybym przybrał skrzydła jutrzenki, zamieszkał na krańcu morza: tam również Twa ręka będzie mnie wiodła i podtrzyma mnie Twoja prawica, Ps 139,9-10). Słowa te pochodzą z Biblii, ze Starego Testamentu. Mimo iż Lindbergh wiele razy podkreślał, że nie jest chrześcijaninem – wyznawał rodzaj panteizmu – jego pogrzeb miał chrześcijański charakter.
Na cześć Lindbergha i jego żony Anny Morrow Lindbergh stworzono w 1978 roku Fundację Lindberghów („The Lindbergh Foundation”), która nadaje „Nagrodę Lindberghów” („The Lindbergh Award”) za wybitne osiągnięcia dla zachowania równowagi między postępem technicznym a środowiskiem naturalnym.

## Wybrane publikacje
- Of Flight and Life, 1952
- The Spirit of St. Louis, 1955 (Nagroda Pulitzera)
- Autobiography of Values, 1979

## Nawiązania
W powieści autorstwa Philipa Rotha pt. Spisek przeciwko Ameryce z 2004 roku, utrzymanej w konwencji historii alternatywnej, Charles Lindbergh zostaje prezydentem USA w latach 40. XX w.